# Wappen Kantabriens
Das Wappen der Autonomen Gemeinschaft Kantabrien wurde durch das Gesetz 8/1984 am 22. Dezember 1984 auf Empfehlung einer Expertenkommission der Real Academia de Historia angenommen. Diese hatte das Ziel, die Elemente der Identität Kantabriens hervorzuheben. Das Gesetz wurde am 9. Februar 1985 im Boletín Oficial del Estado veröffentlicht.

## Beschreibung
In der Heraldik werden die Bezeichnungen rechts und links grundsätzlich aus der Sicht der Person verwendet, die den Schild vor sich her tragen würde, also entgegengesetzt zur Sicht des Betrachters. 
Der Wappenschild ist Blau über Rot geteilt. Oben steht in Blau über 3 silbernen Wellenbalken links ein goldener, schwarz vermauerter Turm, von dem eine schwarze Kette zum rechten Schildrand ausgeht. Diese wird von einem Schiff in natürlichen Farben mit silbernem Segel, von dessen Mastspitze ein silberner Wimpel nach links weht, in zwei Teile von je 3 Gliedern durchschnitten. Das Schiff wird beiderseits von zwei abgetrennten Männerköpfen mit silbernen Aureolen begleitet. Unten steht in Rot eine scheibenförmige Stele mit geometrischem Muster vom Typ der kantabrischen Stelen von Barros. Auf dem Schild ruht die geschlossene Königskrone Spaniens.

## Historische Herkunft der Wappenbestandteile
Der Turm im oberen Feld steht für den Torre del Oro in Sevilla am Ufer des Flusses Guadalquivir, der durch die silbernen Wellenbalken repräsentiert wird. Das Schiff, das die schwarze Kette über den Fluss durchbricht, erinnert an die Einnahme des Hafens von Sevilla am 3. Mai 1248, als kantabrische Seeleute unter dem Kommando von Ramón Bonifaz im Auftrag König Ferdinands III. von Kastillien und León die Kettensperre zwischen dem Torre del Oro und der Puente de Triana durchbrachen. Die beiden Männerköpfe mit den Aureolen sind diejenigen der heiliggesprochenen Märtyrer Emeterius und Chelidonius. Sie waren römische Soldaten, wurden um 298 als Christen enttarnt und in Calagurris, dem heutigen Calahorra in La Rioja, enthauptet. Auf der Beisetzungsstelle ihrer abgetrennten Häupter, die mit dem Boot nach Santander gebracht worden waren, steht heute die Kathedrale.
Unten befindet sich auf rotem Grund eine silberne Darstellung der Kantabrischen Stele von Barros, einer aus der Zeit zwischen dem 1. und dem 3. Jahrhundert stammenden monolithischen Skulptur. Sie befand sich ursprünglich in Barros, einem Stadtteil von Los Corrales de Buelna, und wurde 1915 vom französischen Archäologen Henri Breuil erstmals beschrieben. Sie ist ca. 1,75 m hoch und zeigt geometrische Symbole in konzentrischen Kreisen, die mit dem Mondzyklus und einem Sonnenkult zu tun haben. Sie wurde 1985 zum geschützten Kulturgut (Bien de Interés Cultural) ernannt.